# Pezilepsis dentifera
Pezilepsis dentifera är en stekelart som först beskrevs av Thomson 1878.  Pezilepsis dentifera ingår i släktet Pezilepsis och familjen puppglanssteklar. Arten är reproducerande i Sverige. Inga underarter finns listade i Catalogue of Life.